# Colchester (Illinois)
Colchester és una ciutat dels Estats Units a l'estat d'Illinois. Segons el cens del 2000 tenia 1.493 habitants.

## Demografia
Segons el cens del 2000, Colchester tenia 1.493 habitants, 634 habitatges, i 419 famílies. La densitat de població era de 582,3 habitants/km².
Dels 634 habitatges en un 29,8% hi vivien nens de menys de 18 anys, en un 50,8% hi vivien parelles casades, en un 12,1% dones solteres, i en un 33,8% no eren unitats familiars. En el 30,6% dels habitatges hi vivien persones soles el 13,2% de les quals corresponia a persones de 65 anys o més que vivien soles. El nombre mitjà de persones vivint en cada habitatge era de 2,32 i el nombre mitjà de persones que vivien en cada família era de 2,89.
Per edats la població es repartia de la següent manera: un 22,9% tenia menys de 18 anys, un 9,8% entre 18 i 24, un 27,6% entre 25 i 44, un 22,6% de 45 a 60 i un 17% 65 anys o més.
L'edat mediana era de 38 anys. Per cada 100 dones de 18 o més anys hi havia 78,4 homes.
La renda mediana per habitatge era de 31.283 $ i la renda mediana per família de 37.763 $. Els homes tenien una renda mediana de 27.857 $ mentre que les dones 19.211 $. La renda per capita de la població era de 15.354 $. Aproximadament el 5% de les famílies i el 7,3% de la població estaven per davall del llindar de pobresa.

## Poblacions properes
El següent diagrama mostra les poblacions més properes.